# Guerras Messênias
Guerras Messênias (português brasileiro) ou Guerras Messénias (português europeu) ou Guerras Messênicas se refere a um conjunto de guerras entre Esparta e Messênia.
A expressão pode ser encontrada em textos antigos, como Estrabão — «após o início da Guerra Messênia, os lacedemônios (espartanos) que não participaram da expedição foram transformados em escravos e chamados de hilotas» — e Plutarco — «Quando, mais tarde, a Guerra Messênia durou mais que o esperado, e os reis passavam muito tempo fora, sem tempo para agir como a justiça, os reis escolheram seus amigos para servir aos cidadãos na sua ausência. Estes foram chamados éforos ou guardiães [...]». Pausânias, que dá vários detalhes sobre as guerras, também menciona a Guerra Messênia.

## Primeira Guerra Messênia
A primeira guerra atingiu seu máximo e terminou no reinado de Polidoro de Esparta, terminando com a derrota dos messênios e sua escravização.

## Segunda Guerra Messênia
Os messênios se revoltaram durante o reinado de Anaxandro e Anaxídamo; esta guerra também terminou com uma vitória espartana, e os messênios que não emigraram foram escravizados.

## Terceira Guerra Messênia
Chama-se de Terceira Guerra Messênia à revolta dos hilotas messênios ocorrida em 464 a.C. depois que um terremoto arrasou Esparta [carece de fontes?].